# Billy Joel
Billy Joel (* 9. května 1949 New York City, USA) je americký poprockový zpěvák a klavírista. Podle RIAA je šestým nejprodávanějším hudebníkem světa. Jedním z jeho prvních hitů je píseň „Piano Man“ z roku 1973, ke známým písním patří též například She's Always a Woman z roku 1977, balada Honesty z roku 1978, či Uptown Girl z roku 1983 (známá i díky cover verzi Westlife z roku 2001). Jeho nejznámější písní je však pravděpodobně píseň We Didn't Start the Fire z roku 1989. Své první album Cold Spring Harbor vydal roku 1971, poslední s názvem River of Dreams v roce 1993 - nachází se na něm i jeho poslední velký hit, který nese název jako celé album The River Of Dreams. V roce 1992 byl uveden do Songwriters Hall of Fame, roku 1999 pak do Rock and Roll Hall of Fame a v roce 2006 do Long Island Music Hall of Fame.

## Život
William Martin Joel se narodil v newyorském Bronxu dne 9. května 1949. Jeho otcem byl Howard (narozen jako Helmuth) Joel, pianista narozený v Německu v židovské rodině. Howard emigroval z rodné země před nacisty přes Švýcarsko do Spojených států, kde později sloužil v americké armádě. Matka Rosalind se narodila v Brooklynu rodině anglických židů.
I když byla jeho rodina židovského původu, tak nebyl vychováván k židovské víře a v mládí často navštěvoval křesťanské chrámy. V pozdějších letech o sobě prohlašoval, že je ateistou.
Má dceru Alexu Ray Joel, kterou zplodil se svoji druhou ženou Christie Brinkley, známou modelkou z Michiganu. Alexa šla ve šlépějích svého otce a také se stala zpěvačkou. Se svoji čtvrtou ženou Alexis Roderick má pak další dvě děti.

## Diskografie
- Cold Spring Harbor (1971)
- Piano Man (1973)
- Streetlife Serenade (1974)
- Turnstiles (1976)
- The Stranger (1977)
- 52nd Street (1978)
- Glass Houses (1980)
- The Nylon Curtain (1982)
- An Innocent Man (1983)
- The Bridge (1986)
- Storm Front (1989)
- River of Dreams (1993)
- Fantasies & Delusions (2001), klasická hudba